# クアルナ・ソット
クアルナ・ソット（伊: Quarna Sotto）は、イタリア共和国ピエモンテ州ヴェルバーノ・クジオ・オッソラ県にある、人口約400人の基礎自治体（コムーネ）。

## 地理

### 位置・広がり
| 隣接するコムーネは以下の通り。括弧内のVCはヴェルチェッリ県所属を示す。 - ノーニオ - オメーニャ - クアルナ・ソプラ - ヴァルストローナ - ヴァラッロ・セージア (VC) |